# ICE Young Stars League
Die ICE Young Stars League (bis 2020 Erste Bank Young Stars League) war zwischen 2013 und 2022 die höchste Nachwuchsliga im österreichischen Eishockey. Sie war ein gemeinsames Projekt der an der ICE Hockey League (ehemals Erste Bank Eishockey Liga) beteiligten Mannschaften. Wie diese war es eine international besetzte Meisterschaft mit Clubs aus Österreich, Slowenien, Ungarn und Tschechien und ersetzte die bis dahin ausgetragene nationale U20-Meisterschaft des österreichischen Eishockeyverbandes. 2022 entschied der österreichische Eishockeyverband, alle Nachwuchsmeisterschaften wieder selbst auszutragen, einzige Ausnahme blieb die ehemalige ICE Junior League, die als U18-International-Meisterschaft in Zusammenarbeit mit dem ungarischen Verband ausgetragen wurde.

## Geschichte
Die Erste Bank Young Stars League war ein direktes Resultat der verstärkten Bemühungen um die Nachwuchsförderung seitens der EBEL-Clubs. Die Mannschaften der Liga hatten in den Jahren zuvor bereits Farmteams in den niedrigeren Leistungsstufen ins Rennen geschickt, jedoch waren die Ergebnisse größtenteils durchwachsen. Zu Jahresbeginn 2012 wurden erstmals Überlegungen angestellt, eine eigene Liga ins Leben zu rufen, die rasch konkretisiert wurden; die EBYSL nahm bereits zur nächsten Spielzeit den Betrieb auf. Im Jahr darauf wurde auch eine eigene U18-Liga etabliert – die Erste Bank Juniors League (EBJL).
Aufgrund der Teilnahme ausländischer Clubs wurden neben den EBYSL-Playoffs auch Playoffs um die österreichische Staatsmeisterschaft ausgetragen.
Ab 2020 wurde die U20-Spielklasse eine rein österreichische Liga, da sich die Nachwuchsförderung anschließend auf den U18-Bereich (ICEJL) und die Alps Hockey League konzentrierte. In der Saison 2021/22 waren zudem Spiele gegen ausländische Mannschaften vorgesehen (U20 International), die jedoch aufgrund von COVID19-Beschränkungen nicht ausgetragen wurden.

## Teilnehmerfeld
Für alle Clubs der EBEL war die Teilnahme verpflichtend. Lediglich der Dornbirner EC und der HC Bozen erhielten in der ersten Spielzeit mit Rücksicht auf den Kaderaufbau für die EBEL eine Ausnahmeerlaubnis, keine Mannschaft stellen zu müssen. Der EC Red Bull Salzburg gründete mit dem Zweitliga-Club EK Zell am See eine Spielgemeinschaft, da die Organisation mit ihren Nachwuchsteams parallel auch in vielen internationalen Bewerben (unter anderem in Tschechien) aktiv ist.
Die Lower Austria Stars waren in der Premierensaison mit zwei Mannschaften vertreten. Bei dem Team handelt es sich um die Kampfmannschaft der in St. Pölten ansässigen Okanagan Hockey Academy Europe, die auch Akademie-Status besitzt. Sie ist ein 2008 gegründeter Ableger der Okanagan Hockey School aus Penticton (British Columbia, Kanada), die 1963 ins Leben gerufen wurde.
Bei den ausländischen Teams war zu Beginn mit der HD mladi Jesenice ebenfalls eine Mannschaft vertreten, die kein Pendant in der EBEL besaß. Der HK Jesenice stellte im Sommer 2012 aus finanziellen Gründen seinen Spielbetrieb ein. Die EBYSL-Mannschaft war ein unabhängiger Verein, der ursprünglich als reiner Nachwuchsverein gegründet wurde und für den Neuaufbau des traditionsreichen slowenischen Eishockeystandortes dienen sollte; die Mannschaft bestritt jedoch nur eine Saison.
Neu hinzu kamen stattdessen für die Spielzeit 2013/14 zwei weitere ungarische Teams.

### Mannschaften
| Mannschaft                   | Nation     | Standort                                 | Anmerkungen                                                             |
| ---------------------------- | ---------- | ---------------------------------------- | ----------------------------------------------------------------------- |
| EC Red Bull Salzburg         | Österreich | Salzburg, Salzburg, Österreich           |                                                                         |
| EC VSV                       | Österreich | Villach, Kärnten, Österreich             |                                                                         |
| Vienna Capitals              | Österreich | Wien, Österreich                         |                                                                         |
| EHC Linz                     | Österreich | Linz, Oberösterreich, Österreich         |                                                                         |
| HC Innsbruck                 | Österreich | Innsbruck, Tirol, Österreich             |                                                                         |
| LLZ Süd/Graz 99ers           | Österreich | Graz, Steiermark, Österreich             | Spielgemeinschaft des EC Graz 99ers und des Landesleistungszentrums Süd |
| Okanagan HC Europe           | Österreich | St. Pölten, Niederösterreich, Österreich | Eishockeyakademie                                                       |
| SAPA Fehérvár AV19           | Ungarn     | Székesfehérvár, Ungarn                   |                                                                         |
| Vasas HC                     | Ungarn     | Budapest, Ungarn                         |                                                                         |
| MAC Budapest                 | Ungarn     | Budapest, Ungarn                         |                                                                         |
| KMH Budapest                 | Ungarn     | Budapest, Ungarn                         |                                                                         |
| Újpesti TE                   | Ungarn     | Budapest, Ungarn                         | ab Saison 2017/18 wieder dabei                                          |
| Győri ETO HC                 | Ungarn     | Győr, Ungarn                             | ab Saison 2017/18 neu dabei                                             |
| SPG Debrecen-Miskolce Select | Ungarn     | Debrecen&Miskolc, Ungarn                 | Spielgemeinschaft der 2 MOL-Vereine                                     |
| HK Slavija Ljubljana         | Slowenien  | Ljubljana, Slowenien                     |                                                                         |
| HD mladi Jesenice            | Slowenien  | Jesenice, Slowenien                      | ab Saison 2017/18 wieder dabei                                          |
| Orli Znojmo                  | Tschechien | Znojmo, Tschechien                       |                                                                         |
| EC KAC                       | Österreich | Klagenfurt, Kärnten, Österreich          | bis 2015/16                                                             |
| KHL Medveščak Zagreb         | Kroatien   | Zagreb, Kroatien                         | bis 2016/17                                                             |
| HK Olimpija                  | Slowenien  | Ljubljana, Slowenien                     | bis 2016/17                                                             |
| HK Triglav Kranj             | Slowenien  | Kranj, Slowenien                         | bis 2016/17                                                             |

## Meistertafel

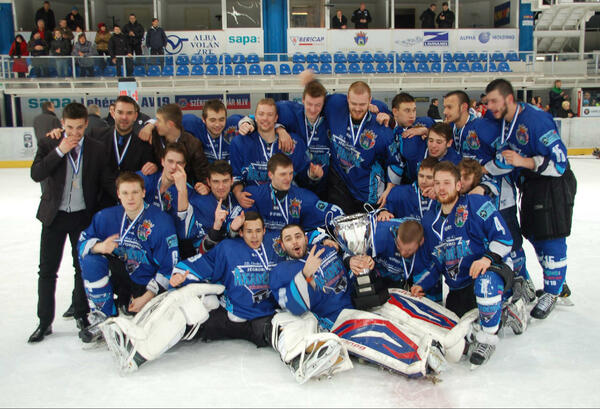
Meisterkader von Fehérvár AV19 (2013)

| Saison  | Meister               | Österreichischer U20-Meister |
| 2012/13 | Fehérvár AV19         | LLZ Süd/Graz 99ers           |
| 2013/14 | HK Olimpija Ljubljana | EC KAC                       |
| 2014/15 | Fehérvár AV19         | EHC Linz                     |
| 2015/16 | EC Red Bull Salzburg  | EC Red Bull Salzburg         |
| 2016/17 | Vienna Capitals       | Vienna Capitals              |
| 2017/18 | Fehérvár AV19         | EC VSV                       |
| 2018/19 | Fehérvár AV19         | EC VSV                       |
| 2019/20 | MAC Budapest          | Abbruch der Playoffs         |
| 2020/21 | EC Red Bull Salzburg  | EC Red Bull Salzburg         |
| 2021/22 | EC Red Bull Salzburg  | EC Red Bull Salzburg         |